# Fussballclub Aarau 1902 2009-2010
Questa voce raccoglie le informazioni riguardanti il Aarau nelle competizioni ufficiali della stagione 2009-2010.

## Stagione
Nella stagione 2009-2010 l'Aarau, allenato da Jeff Saibene, Martin Andermatt, Ranko Jakovljević e Fredy Strasser, concluse il campionato di Super League al 10º posto e fu retrocesso in Challenge League. In Coppa Svizzera l'Aarau fu eliminato al secondo turno dal Bienne.

## Rosa
| N. |                               | Ruolo | Calciatore          |
| -- | ----------------------------- | ----- | ------------------- |
| 1  | Svizzera (bandiera)           | P     | Ivan Benito         |
| 1  | Svizzera (bandiera)           | P     | Joël Mall           |
| 3  | Svizzera (bandiera)           | D     | Giuseppe Aquaro     |
| 4  | Svizzera (bandiera)           | C     | Baykal Kulaksızoğlu |
| 5  | Svizzera (bandiera)           | D     | Frédéric Schaub     |
| 6  | Svizzera (bandiera)           | C     | Sandro Burki        |
| 7  | Svizzera (bandiera)           | C     | David Marazzi       |
| 8  | Finlandia (bandiera)          | A     | Toni Lehtinen       |
| 9  | Svizzera (bandiera)           | A     | Patrick Bengondo    |
| 10 | Svizzera (bandiera)           | C     | Steven Lang         |
| 11 | Macedonia del Nord (bandiera) | A     | Ivan Pejčić         |
| 12 | RD del Congo (bandiera)       | A     | Mobulu M'Futi       |
| 13 | Argentina (bandiera)          | C     | Sergio Bastida      |

| N. |                               | Ruolo | Calciatore         |
| -- | ----------------------------- | ----- | ------------------ |
| 14 | Svizzera (bandiera)           | C     | Tobias Müller      |
| 15 | Svizzera (bandiera)           | D     | Jonas Elmer        |
| 16 | Germania (bandiera)           | D     | Martin Stoll       |
| 17 | Macedonia del Nord (bandiera) | A     | Aco Stojkov        |
| 20 | Finlandia (bandiera)          | D     | Veli Lampi         |
| 21 | Svizzera (bandiera)           | D     | Giuseppe Rapisarda |
| 22 | Macedonia del Nord (bandiera) | A     | Orhan Mustafi      |
| 23 | Moldavia (bandiera)           | C     | Artur Ioniță       |
| 27 | Liechtenstein (bandiera)      | C     | Michele Polverino  |
| 29 | Kosovo (bandiera)             | A     | Skender Zeqiri     |
| 30 | Svizzera (bandiera)           | P     | Sascha Studer      |
| 31 | Svizzera (bandiera)           | C     | Emir Sinanović     |
| 32 | Svizzera (bandiera)           | D     | Loris Benito       |

## Organigramma societario
Area tecnica
- Allenatore: Fredy Strasser
- Allenatore in seconda: Ranko Jakovljević
- Preparatore dei portieri:
- Preparatori atletici:

## Calciomercato

### Sessione estiva
| Acquisti | Acquisti            | Acquisti    | Acquisti |
| R.       | Nome                | da          | Modalità |
| -------- | ------------------- | ----------- | -------- |
| A        | Orhan Mustafi       | Basilea     |          |
| A        | Aco Stojkov         | Nyíregyháza |          |
| A        | Serghei Alexeev     | Iskra-Stal  |          |
| C        | Artur Ioniță        | Iskra-Stal  |          |
| A        | Francis Kioyo       | Augusta     |          |
| C        | Baykal Kulaksızoğlu | Young Boys  |          |
| A        | Toni Lehtinen       | Levadeiakos |          |
| D        | Michael Ludäscher   | Baden       |          |
| C        | Tobias Müller       | Wohlen      |          |
| C        | Michele Polverino   | Vaduz       |          |
| D        | Martin Stoll        | Karlsruhe   |          |

| Cessioni | Cessioni             | Cessioni        | Cessioni |
| R.       | Nome                 | a               | Modalità |
| -------- | -------------------- | --------------- | -------- |
| A        | Francisco Guerrero   | APEP Pitsilia   |          |
| A        | Cristian Florin Ianu | Lucerna         |          |
| C        | Mario Mutsch         | Metz            |          |
| C        | Kristian Nushi       | San Gallo       |          |
| A        | Daniel Oprița        | FK Baku         |          |
| D        | Frédéric Page        | Neuchâtel Xamax |          |
| D        | Paulinho             | Grasshoppers    |          |
| A        | Rogério              | Grasshoppers    |          |
| C        | Daniel Tarone        | Baden           |          |

### Sessione invernale
| Acquisti | Acquisti      | Acquisti | Acquisti |
| R.       | Nome          | da       | Modalità |
| -------- | ------------- | -------- | -------- |
| A        | Mobulu M'Futi | Sion     |          |
| D        | Veli Lampi    | Zurigo   |          |

| Cessioni | Cessioni          | Cessioni | Cessioni |
| R.       | Nome              | a        | Modalità |
| -------- | ----------------- | -------- | -------- |
| D        | Michael Ludäscher | Gossau   |          |
| A        | Serghei Alexeev   | Hoverla  |          |

## Risultati

### Super League

#### Prima fase, girone di andata
| Arbitro: | Kever |

|           |           |  |
| Burki 21’ | Marcatori |  |

| Arbitro: | Hänni |

|                         |           |             |
| Stocker 6’ Streller 90’ | Marcatori | 4’ Bengondo |

| Arbitro: | Laperrière |

|  |           |                            |
|  | Marcatori | 16’, 43’ Doumbia 61’ Degen |

| Arbitro: | Circhetta |

|                                           |           |              |
| Gaspar 47’ Lustrinelli 53’, 56’ Conti 64’ | Marcatori | 79’ Bengondo |

| Arbitro: | Grossen |

|             |           |           |
| Fermino 55’ | Marcatori | 90’ Stoll |

| Arbitro: | Bieri |

|  |           |                                            |
|  | Marcatori | 49’, 62’ Ideye 51’ Gavranović 85’ Aganović |

| Arbitro: | Circhetta |

|           |           |  |
| Jagne 81’ | Marcatori |  |

| Arbitro: | Grossen |

|             |           |            |
| Stojkov 23’ | Marcatori | 50’ Stahel |

| Arbitro: | Studer |

|                              |           |                                      |
| Burki 45’ Stojkov 77’ (rig.) | Marcatori | 34’, 87’ Ferreira 36’ Paiva 90’ Ianu |

#### Prima fase, girone di ritorno
| Arbitro: | Bieri |

|                                              |           |  |
| Zárate 43’ Lulić 56’ Salatic 65’ Schultz 72’ | Marcatori |  |

| Arbitro: | Laperrière |

|  |           |                             |
|  | Marcatori | 26’ (rig.) Frei 28’ Stocker |

| Arbitro: | Bertolini |

|                                  |           |  |
| Ghezal 39’ Doumbia 43’, 71’, 78’ | Marcatori |  |

| Arbitro: | Hänni |

|             |           |                      |
| Stojkov 15’ | Marcatori | 80’, 82’ Lustrinelli |

| Aarau 28 ottobre 2009, ore 19:45 CET 14ª giornata | Aarau | 0 – 0 referto | Sion | Stadion Brügglifeld (3 600 spett.)\| Arbitro: \| Bieri \| |
| Arbitro:                                          | Bieri |               |      |                                                           |

| Arbitro: | Circhetta |

|                                            |           |                              |
| Varela 31’ (rig.) Besle 45’ Gavranović 58’ | Marcatori | 12’, 75’, 89’ (rig.) Stojkov |

| Arbitro: | Zimmermann |

|  |           |                        |
|  | Marcatori | 64’ Frick 77’ Costanzo |

| Arbitro: | Graf |

|                        |           |  |
| Đurić 28’ Alphonse 53’ | Marcatori |  |

| Arbitro: | Laperrière |

|                                                           |           |  |
| Tchouga 1’ Frimpong 12’, 61’ Chiumiento 53’, 64’ Ianu 80’ | Marcatori |  |

#### Seconda fase, girone di andata
| Arbitro: | Circhetta |

|                                                                   |           |                                    |
| Aquaro 3’ Stoll 24’ Bengondo 36’ Lang 44’ Bastida 46’ Mustafi 87’ | Marcatori | 14’ Edusei 34’ Lima 52’ Ciarrocchi |

| Arbitro: | Studer |

|                      |           |  |
| Zárate 62’ Zuber 90’ | Marcatori |  |

| Arbitro: | Bieri |

|                           |           |          |
| Elmer 62’ (aut.) Atan 69’ | Marcatori | 23’ Lang |

| Arbitro: | Bertolini |

|             |           |                          |
| Stojkov 50’ | Marcatori | 20’ Yakın 28’ Chiumiento |

| Arbitro: | Graf |

|                    |           |                       |
| Frei 73’ Nushi 78’ | Marcatori | 52’ Burki 58’ Mustafi |

| Arbitro: | Grossen |

|             |           |                                           |
| Stojkov 10’ | Marcatori | 34’ Margairaz 47’ Alphonse 67’ Vonlanthen |

| Arbitro: | Hänni |

|                              |           |               |
| Varela 10’ (rig.) Fatadi 64’ | Marcatori | 57’ Sinanović |

| Arbitro: | Bieri |

|  |           |                                          |
|  | Marcatori | 38’ Yoda 63’ (aut.) Rapisarda 76’ Mpenza |

| Arbitro: | Busacca |

|                                |           |               |
| Schneuwly 45’ Doumbia 65’, 67’ | Marcatori | 70’ Rapisarda |

#### Seconda fase, girone di ritorno
| Arbitro: | Kever |

|          |           |                                                                     |
| Lang 50’ | Marcatori | 16’ Doumbia 35’ (rig.) Regazzoni 62’ Raimondi 75’, 86’ Hochstrasser |

| Arbitro: | Laperrière |

|                                                       |           |  |
| Vanczák 7’ Mpenza 13’ Domínguez 37’ (rig.) Bühler 67’ | Marcatori |  |

| Arbitro: | Studer |

|          |           |  |
| Lang 18’ | Marcatori |  |

| Arbitro: | Graf |

|  |           |             |
|  | Marcatori | 62’ Mustafi |

| Arbitro: | Circhetta |

|                       |           |  |
| Marazzi 20’ Burki 67’ | Marcatori |  |

| Arbitro: | Kever |

|                                                  |           |  |
| Chiumiento 63’ (rig.), 84’ Ferreira 66’ Ianu 68’ | Marcatori |  |

| Arbitro: | Laperrière |

|  |           |                                       |
|  | Marcatori | 16’ Chipperfield 58’ Stocker 90’ Zoua |

| Arbitro: | Studer |

|             |           |                                            |
| Mustafi 81’ | Marcatori | 41’ Zuber 66’ Zárate 72’ Khalifa 85’ Adili |

| Arbitro: | Zimmermann |

|            |           |                      |
| Diarra 52’ | Marcatori | 10’ Lang 24’ Marazzi |

### Coppa Svizzera
| 19 settembre 2009, ore 16:00 CEST Primo turno | Münsingen | 1 – 3 | Aarau |  |

| 18 ottobre 2009, ore 14:30 CEST Secondo turno | Bienne | 3 – 2 | Aarau |  |

## Statistiche

### Statistiche di squadra
| Competizione   | Punti | In casa | In casa | In casa | In casa | In casa | In casa | In trasferta | In trasferta | In trasferta | In trasferta | In trasferta | In trasferta | Totale | Totale | Totale | Totale | Totale | Totale | DR  |
| Competizione   | Punti | G       | V       | N       | P       | Gf      | Gs      | G            | V            | N            | P            | Gf           | Gs           | G      | V      | N      | P      | Gf     | Gs     | DR  |
| -------------- | ----- | ------- | ------- | ------- | ------- | ------- | ------- | ------------ | ------------ | ------------ | ------------ | ------------ | ------------ | ------ | ------ | ------ | ------ | ------ | ------ | --- |
| Super League   | 23    | 18      | 4       | 2       | 12      | 18      | 41      | 18           | 2            | 3            | 13           | 14           | 47           | 36     | 6      | 5      | 25     | 32     | 88     | -56 |
| Coppa Svizzera | -     | 0       | 0       | 0       | 0       | 0       | 0       | 2            | 1            | 0            | 1            | 5            | 4            | 2      | 1      | 0      | 1      | 5      | 4      | +1  |
| Totale         | 23    | 18      | 4       | 2       | 12      | 18      | 41      | 20           | 3            | 3            | 14           | 19           | 51           | 38     | 7      | 5      | 26     | 37     | 92     | -55 |

### Andamento in campionato
| Giornata  | 1 | 2 | 3 | 4  | 5 | 6  | 7  | 8  | 9  | 10 | 11 | 12 | 13 | 14 | 15 | 16 | 17 | 18 | 19 | 20 | 21 | 22 | 23 | 24 | 25 | 26 | 27 | 28 | 29 | 30 | 31 | 32 | 33 | 34 | 35 | 36 |
| --------- | - | - | - | -- | - | -- | -- | -- | -- | -- | -- | -- | -- | -- | -- | -- | -- | -- | -- | -- | -- | -- | -- | -- | -- | -- | -- | -- | -- | -- | -- | -- | -- | -- | -- | -- |
| Luogo     | C | T | C | T  | T | C  | T  | C  | C  | T  | C  | T  | C  | C  | T  | C  | T  | T  | C  | T  | T  | C  | T  | C  | T  | C  | T  | C  | T  | C  | T  | C  | T  | C  | C  | T  |
| Risultato | V | P | P | P  | N | P  | P  | N  | P  | P  | P  | P  | P  | N  | N  | P  | P  | P  | V  | P  | P  | P  | N  | P  | P  | P  | P  | P  | P  | V  | V  | V  | P  | P  | P  | V  |
| Posizione | 4 | 6 | 9 | 10 | 9 | 10 | 10 | 10 | 10 | 10 | 10 | 10 | 10 | 10 | 10 | 10 | 10 | 10 | 10 | 10 | 10 | 10 | 10 | 10 | 10 | 10 | 10 | 10 | 10 | 10 | 10 | 10 | 10 | 10 | 10 | 10 |

Legenda:

Luogo: C = Casa; T = Trasferta. Risultato: V = Vittoria; N = Pareggio; P = Sconfitta.

### Statistiche dei giocatori
| S. Alexeev      | 6  | 0 | 0  | 0 |
| G. Aquaro       | 23 | 1 | 6  | 2 |
| S. Bastida      | 29 | 1 | 4  | 0 |
| P. Bengondo     | 21 | 3 | 2  | 0 |
| I. Benito       | 34 | 0 | 3  | 1 |
| L. Benito       | 7  | 0 | 1  | 0 |
| S. Burki        | 33 | 4 | 12 | 0 |
| J. Elmer        | 29 | 0 | 6  | 0 |
| A. Ioniță       | 8  | 0 | 1  | 0 |
| F. Kioyo        | 7  | 0 | 0  | 0 |
| B. Kulaksızoğlu | 22 | 0 | 7  | 0 |
| V. Lampi        | 16 | 0 | 4  | 0 |
| S. Lang         | 35 | 5 | 5  | 0 |
| T. Lehtinen     | 8  | 0 | 1  | 0 |
| M. M'Futi       | 11 | 0 | 0  | 0 |
| J. Mall         | 2  | 0 | 1  | 0 |
| D. Marazzi      | 32 | 2 | 4  | 0 |
| O. Mustafi      | 19 | 4 | 3  | 0 |
| T. Müller       | 0  | 0 | 0  | 0 |
| I. Pejčić       | 22 | 0 | 0  | 0 |
| M. Polverino    | 28 | 0 | 5  | 0 |
| G. Rapisarda    | 21 | 1 | 4  | 0 |
| F. Schaub       | 13 | 0 | 1  | 0 |
| E. Sinanović    | 20 | 1 | 3  | 0 |
| A. Stojkov      | 24 | 8 | 4  | 0 |
| M. Stoll        | 31 | 2 | 5  | 0 |
| S. Studer       | 1  | 0 | 0  | 0 |
| S. Zeqiri       | 1  | 0 | 0  | 0 |